# كامبريا (ويلز)

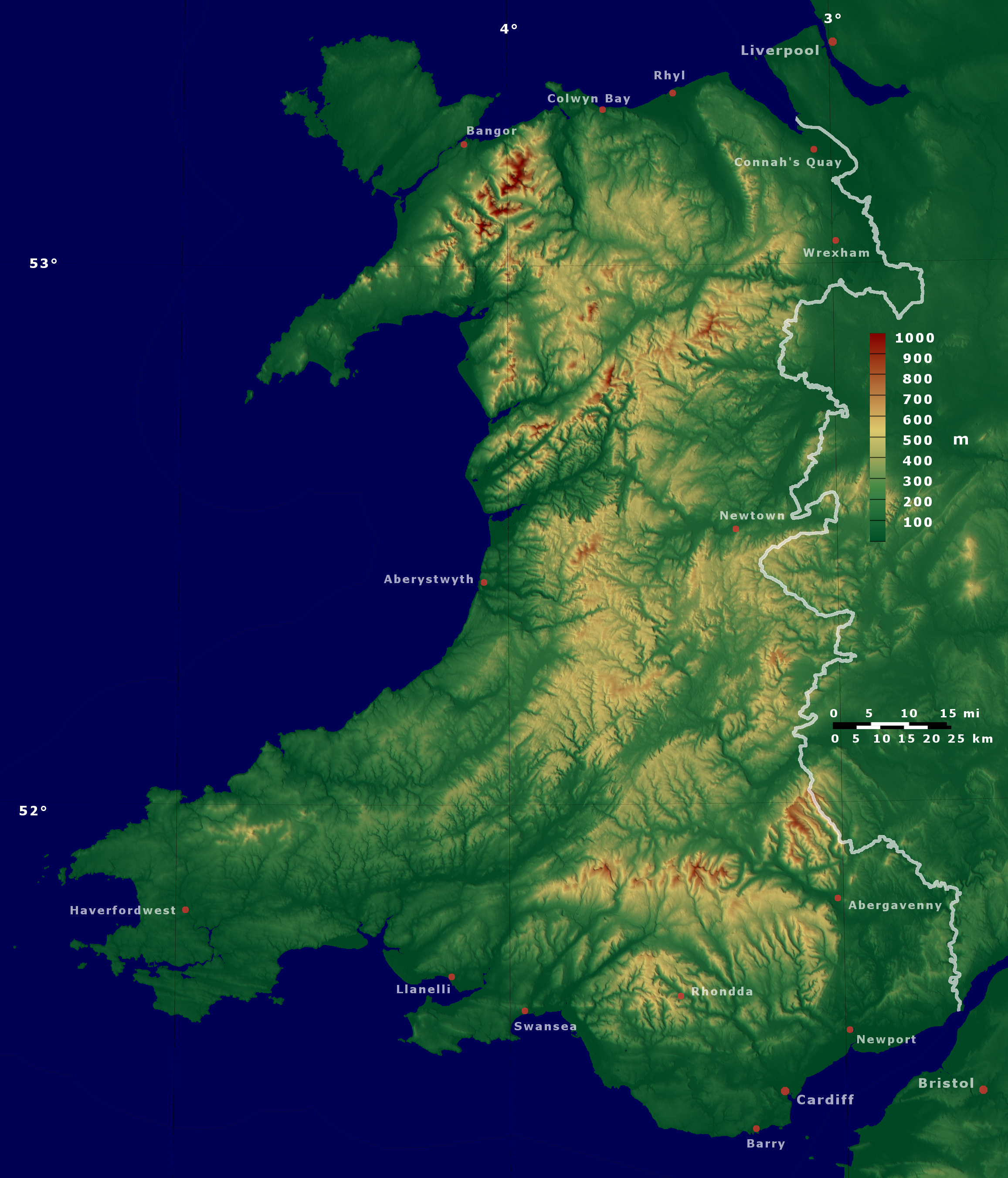

كامبريا (بالإنجليزية: Cambria)‏، وهو اسم لبلدة ويلز، مأخوذة من الشكل اللاتيني للويلزية «كَمْرِي» (CYMRU). لم يكن هذا الم مصطلح مستخدما خلال الفترة الرومانية (عندما كانت ويلز غير موجودة ككيان متميز). تبين لاحقا، وخلال العصور الوسطى، بعد أن استوطنت الأنجلوسكسونية معظم بريطانيا وأدت إلى التمييز الإقليمي بين الممالك الأنجلو سكسونية الجديدة (والتي ستصبح إنجلترا) وممالك سلتيك البريطانية المتبقية (والتي ستصبح ويلز). أصبحت اللغة اللاتينية هي اللغة الأساسية للمنح الدراسية في المسيحية الغربية، وقد احتاج الكتاب إلى مصطلح للإشارة إلى أراضي سلتيك البريطانية واطلقوا اسم «كامبريا» بناءً على اسمها بالويلزية.